# Trynidad i Tobago na Mistrzostwach Świata w Lekkoatletyce 2023
Trynidad i Tobago na Mistrzostwach Świata w Lekkoatletyce 2023 – reprezentacja Trynidadu i Tobago podczas mistrzostw świata w Budapeszcie liczyła trzynastu zawodników, występujących w sześciu konkurencjach.

## Skład reprezentacji

### Kobiety
| Zawodniczki                                                | Konkurencja        | Eliminacje | Eliminacje | Półfinał | Półfinał | Finał | Finał   | Źródło      |
| Zawodniczki                                                | Konkurencja        | Wynik      | Pozycja    | Wynik    | Pozycja  | Wynik | Pozycja | Źródło      |
| ---------------------------------------------------------- | ------------------ | ---------- | ---------- | -------- | -------- | ----- | ------- | ----------- |
| Michelle-Lee Ahye                                          | Bieg na 100 m      | 11,16      | 18. Q      | 11,18    | 16.      | NQ    | NQ      | [ 1 ] [ 2 ] |
| Leah Bertrand                                              | Bieg na 100 m      | 11,32      | 29.        | NQ       | NQ       | NQ    | NQ      | [ 1 ] [ 2 ] |
| Akilah Lewis Michelle-Lee Ahye Reyare Thomas Leah Bertrand | Sztafeta 4 × 100 m | 42,85      | 10.        | —        | —        | NQ    | NQ      | [ 3 ] [ 4 ] |

### Mężczyźni
| Zawodnik                                                | Konkurencja        | Eliminacje | Eliminacje | Półfinał | Półfinał | Finał | Finał   | Źródło       |
| Zawodnik                                                | Konkurencja        | Wynik      | Pozycja    | Wynik    | Pozycja  | Wynik | Pozycja | Źródło       |
| ------------------------------------------------------- | ------------------ | ---------- | ---------- | -------- | -------- | ----- | ------- | ------------ |
| Jereem Richards                                         | Bieg na 400 m      | 45,15      | 22. Q      | 44,76    | 8.       | NQ    | NQ      | [ 5 ] [ 6 ]  |
| Omari Lewis Jerod Elcock Revell Webster Devin Augustine | Sztafeta 4 × 100 m | 38,89      | 12.        | —        | —        | NQ    | NQ      | [ 7 ] [ 8 ]  |
| Renny Quow Asa Guevara Shakeem McKay Jereem Richards    | Sztafeta 4 × 400 m | 3:01,54    | 14.        | —        | —        | NQ    | NQ      | [ 9 ] [ 10 ] |

| Zawodnik        | Konkurencja    | Kwalifikacje | Kwalifikacje | Finał | Finał   | Źródło |
| Zawodnik        | Konkurencja    | Wynik        | Pozycja      | Wynik | Pozycja | Źródło |
| --------------- | -------------- | ------------ | ------------ | ----- | ------- | ------ |
| Keshorn Walcott | rzut oszczepem | DNS          | DNS          | NQ    | NQ      | [ 11 ] |